# 1964 en Ontario
Chronologie de l'Ontario
- 1960
- 1961
- 1962
- 1963
- 1964
- 1965
- 1966
- 1967
- 1968

Cette page concerne des événements d'actualité qui se sont produits durant l'année 1964 dans la province canadienne de l'Ontario.

## Politique
- Premier ministre :  John Robarts du parti progressiste-conservateur de l'Ontario.
- Chef de l'Opposition :
- Lieutenant-gouverneur :
- Législature :

## Événements
- Début de la reconstruction du site de Sainte-Marie-au-pays-des-Hurons à Midland en Ontario.

## Décès
- 1er janvier : William Herbert Burns, député fédéral de la Portage la Prairie au Manitoba (1940-1945) (° 27 février 1878).
- 17 janvier : Léoda Gauthier (en), député fédéral de Nipissing (1945-1949), Sudbury (1949-1953) et Nickel Belt (1953-1958) (° 29 décembre 1904).
- 9 juin : Max Aitken, politicien et homme d'affaires (° 25 mai 1879).
- 5 septembre : Billy Sherring, athlète (° 18 septembre 1878).